# Ulverston
Ulverston è un comune di 11.210 abitanti della contea del Cumbria, nel Regno Unito, in Inghilterra.

## Monumenti e luoghi d'interesse
Ulverston è il luogo natale di Stan Laurel, che con Oliver Hardy ha formato il famoso duo comico cinematografico Stanlio e Ollio.

Il 9 aprile 2009 è stato aperto a Ulverston un museo a loro dedicato, il Laurel & Hardy Museum in coincidenza con l'inaugurazione della loro statua.

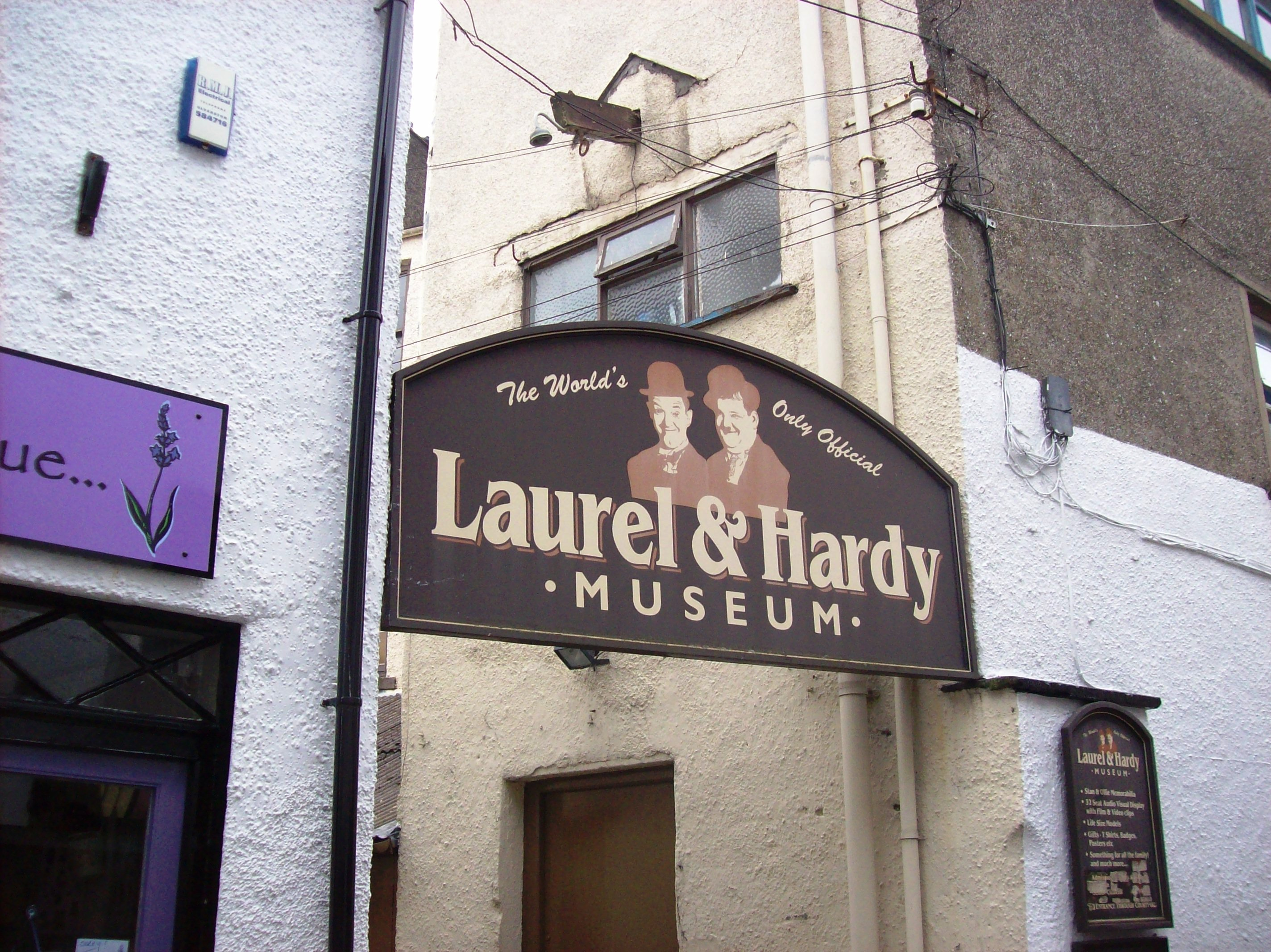
The Laurel & Hardy Museum (Museo Stanlio e Ollio)

## Amministrazione

### Gemellaggi
- Albert, dal 1976